# 모리스 윌크스

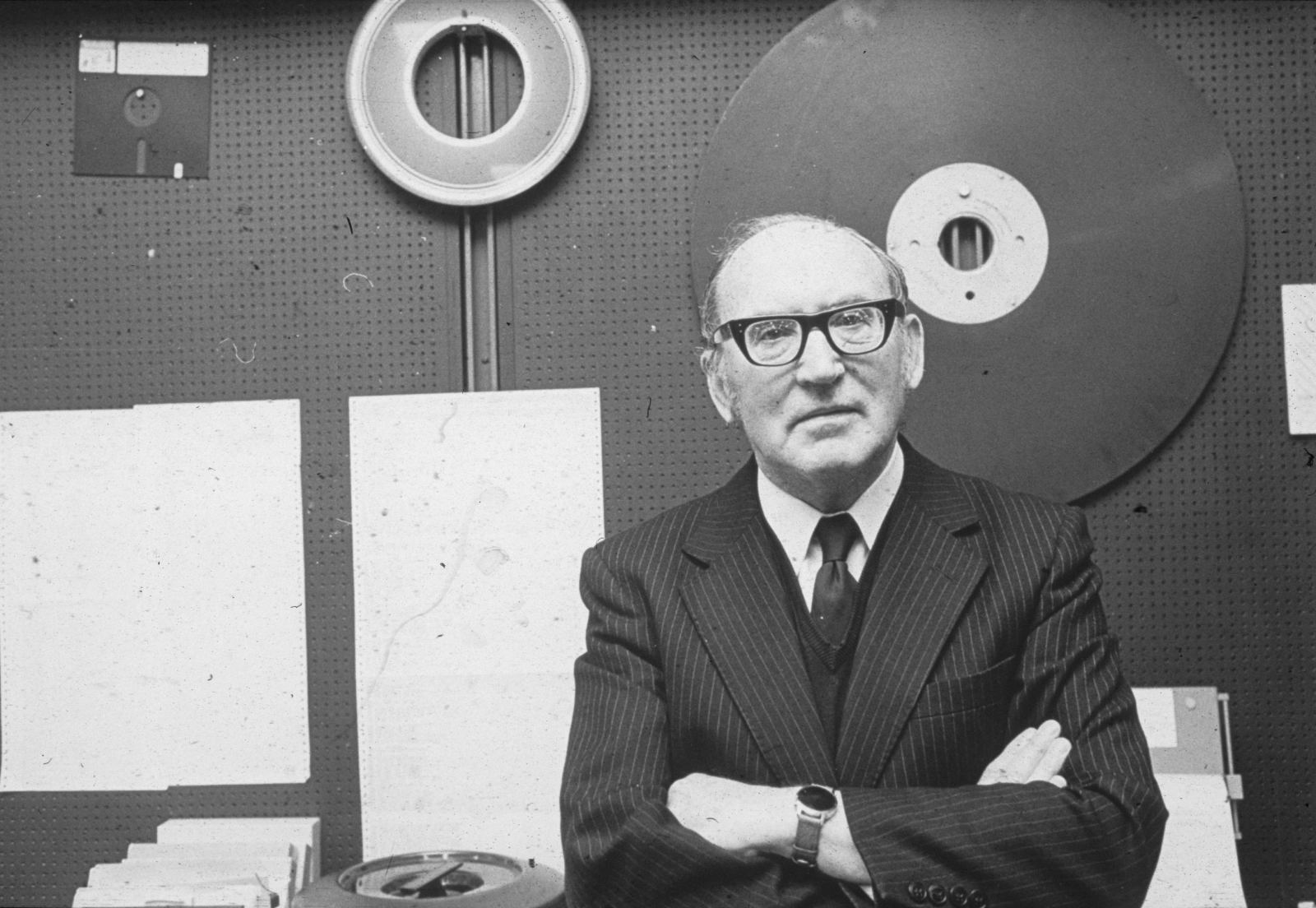

모리스 빈센트 윌크스 경(Sir Maurice Vincent Wilkes, 1913년 6월 26일~2010년 11월 29일)은 컴퓨팅의 일부 발전에 중대한 기여를 한 영국의 컴퓨터 과학자이다.

## 생애
윌크스는 잉글랜드 우스터셔주 더들리에서 태어나 잉글랜드 웨스트미들랜즈 스타워브리지에서 자랐다.
킹 에드워드 VI 칼리지에서 교육을 받은 뒤 학기 중 화학 교사를 통해 아마추어 전신에 입문하였다.
1931~34년 동안 케임브리지 세인트 존 칼리지에서 케임브리지 수학 졸업 시험(Cambridge Mathematical Tripos)을 통해 1936년 전리층 내의 매우 긴 전자파의 전파에 관한 물리학 분야에서 박사 학위 취득을 지속하였다.
1947년 니나 트와이먼(Nina Twyman)과 결혼하였고, 윌크스의 아내는 2008년에 죽었다. 윌크스는 2010년 아들 앤서니와 두 딸 마거릿과 헬렌을 남기고 죽었다.
1967년, 윌크스는 "최초의 프로그램 내장형 컴퓨터인 EDSAC의 설계 및 제작”과, 최초로 프로그램 라이브러리 개념을 제시한 책 “전자 디지털 컴퓨터를 위한 프로그램 준비”의 공저자로서의 공헌을 인정받아 튜링 상을 받았다.

## 참조
1. ↑  “Father of British computing Sir Maurice Wilkes dies”. BBC News. 2010년 11월 30일. 2011년 1월 18일에 확인함.
2. ↑  “CV for Maurice V. Wilkes” (PDF). University of Cambridge. 2011년 1월 18일에 확인함.
3. ↑  “Professor Sir Maurice Wilkes”. 《The Daily Telegraph》. 2010년 11월 30일. 2011년 1월 18일에 확인함.
4. ↑  “Maurice V. Wilkes - Short Biography”. 《cl.cam.ac.uk》. 2010년 11월 30일에 확인함.
5. ↑  Campbell-Kelly, Martin; Wilkes, Maurice Vincent; Wheeler, David Martyn; Gill, Stanley (1984). 《The Preparation of Programs for an Electronic Digital Computer (Charles Babbage Institute Reprint)》. Cambridge, Mass: The MIT Press. ISBN 0-262-23118-2.